# Partido de Renacimiento de Granada
El Partido de Renacimiento de Granada (en inglés: Grenada Renaissance Party) es un partido político granadino de carácter minoritario. Fue establecido en 2003, bajo el liderazgo de 	Martin Washington Edwards y desde entonces ha disputado la mayoría de las elecciones posteriores (con la excepción de 2008, en las cuales Edwards compitió como candidato de la Plataforma Laborista Unida), en todas obteniendo un puñado de votos. Nunca ha disputado una mayoría absoluta. En las elecciones de 2022 disputó tres circunscripciones, obteniendo solo 30 votos.
Sin ideología política definida, el GRP ha operado como un vehículo político para apoyar las candidaturas de Edwards, que ha sido descrito como un candidato perenne por comentaristas políticos.

## Resultados electorales
|  | 0.01 % |

|  | 0.04 % |

|  | 0.03 % |

|  | 0.08 % |

|  | 0.05 % |